# Strafbataillon
Een Strafbataillon (Nederlands: Strafbataljon) was een strafeenheid van de Wehrmacht tijdens de Tweede Wereldoorlog. Deze eenheiden werden voornamelijk ingezet aan het oostfront en moesten daar meestal gevaarlijke missies uitvoeren.
De eenheden hadden vanwege de gevaarlijke missies vaak te kampen met zeer hoge verliezen. De eenheden werden veelal gebruikt voor het opruimen van mijnenvelden, verdedigen van posities tegen een grote overmacht of het uitvoeren van een (bijna) onmogelijke aanval.
Waar het dodental van de eenheden vanwege de missies al hoog lag, werd dit door de Duitsers zelf nog verder opgevoerd. Gewonde leden van het Strafbattaillon werden doodgeschoten of aan hun lot overgelaten. Hospiks hadden vaak het bevel gekregen om de gewonden niet te behandelen. Doden werden ook nooit begraven, maar achtergelaten op de plaats waar ze om het leven kwamen.
Indien een soldaat het Strafbattaillon overleefde, werd hij overgeplaatst naar een 'gewone' gevechtseenheid en had weer de rechten van een gevechtssoldaat.
Tijdens de laatste dagen van het Derde Rijk werden soldaten voor de kleinste vergrijpen overgeplaatst naar de Strafbattaillone.